# أوستين كوال
أوستين كوال (بالإنجليزية: Austin Kowal)‏ هو فنان أمريكي، ولد في 19 أكتوبر 1985 في ساراسوتا في الولايات المتحدة.